# La Tuque
La Tuque is een stad (ville) in de Canadese provincie Québec. De stad is gelegen aan de rivier de Saint-Maurice in de regio Mauricie. La Tuque telt 11.227 inwoners (2011) verspreid over een grondgebied dat bijna even groot is als België. Het overgrote deel van de inwoners woont in het zuidoostelijk gelegen stadscentrum.

## Geografie
Met een oppervlakte van 28.098,60 km² is La Tuque de grootste stad van Canada. Het is tevens een zogenaamd equivalent territorium en een censusdistrict van Québec. Het enorme grondgebied heeft drie enclaves, namelijk de Atikamekw-reservaten Coucoucache, Obedjiwan en Wemotaci.
Tussen Wemotaci en het stadscentrum van La Tuque ligt het Lac Flamand, een meer dat deel uitmaakt van de rivier de Flamand. In dat gebied liggen nog zes andere meren met een Belgische naam.